# André do Premium
Andre Luiz Gomes Gontijo, também conhecido como André do Premium (Tiros, 22 de junho de 1983), é um empresário e político brasileiro, filiado ao Avante.
Nas eleições de 2022, foi eleito deputado estadual em Goiás com 26 063 votos (0,76% dos votos válidos). É proprietário do Atacadão Premium na cidade de Santo Antônio do Descoberto.